# Rudawka Rymanowska
Rudawka Rymanowska – osada w Polsce położona w województwie podkarpackim, w powiecie krośnieńskim, w gminie Rymanów.
Wieś leży u podnóża Wzgórz Rymanowskich, i Pogórza Bukowskiego na prawo przez Pastwiska przy drodze wojewódzkiej 889 z Rymanowa, przez Bukowsko do Szczawnego. Droga ta łączy się z drogą wojewódzką 892 prowadzącą przez Radoszyce na Słowację.
W latach 1975–1998 miejscowość administracyjnie należała do województwa krośnieńskiego.

## Historia
Rudawka Rymanowska (z 1589 r.) – wieś lokowana na prawie wołoskim w II poł. XVI wieku, nad rzeką Wisłok, w północnej części Pogórza Bukowskiego. W Jarze Wisłoka (40 m głęb.) malownicze miejsca do plażowania i kąpieli, największa w polskich Karpatach odkrywka łupków menilitowych zwana Ścianą Olzy. Potencjalne uzdrowisko.
W XIX wieku właścicielami dóbr tabularnych byli: biskupstwo łacińskie przemyskie, ks. Władysław Czartoryski (lata 80.), Ferdynand Janowski (ok. 1890), hr. Anna Potocka (koniec XIX wieku), Józef Mikołaj Potocki (początek XX wieku)
W latach 50. XX w. odkryto tu źródła mineralne siarczanowych i solanek jodowo-bromowych, w tym termę – zmineralizowaną cieplicę o temp. 48 st. C. W XIX w. i w okresie międzywojennym wydobywano tu ropę naftową.

## Krajowa Wystawa Bydła Simentalskiego
We wsi co roku w każdą ostatnią niedzielę sierpnia odbywa się Krajowa Wystawa Bydła Simentalskiego organizowana przez Zakład Doświadczalny Instytutu Zootechniki w Odrzechowej koło Bukowska. W roku 2008 gośćmi wystawy byli m.in. prezes Polskiego Związku Hodowców Koni dr. inż. Władysław Brejta, prezes Polskiego Związku Hodowców Bydła Simentalskiego Edgar Beneš oraz dr Josef Kočera, dyrektor Federacji Hodowców Bydła Simentalskiego w Republice Czeskiej, a zarazem Prezydent Europejskiej Federacji Bydła Simentalskiego pełniący funkcję sędziego w czasie konkursu (w roku 2007 sędzią konkursu był Willi Bürger, prezes Związku Hodowców Bydła Simentalskiego w Bawarii), poseł Jan Bury, Eugeniusz Kłopotek, marszałek województwa podkarpackiego oraz wojewoda podkarpacki.
W roku 2009 w konkursie wzięli udział m.in. hodowcy z Odrzechowej, Bukowska, Beska, Nadolan, Bandrowa Narodowego, Trześniowa, i Nagórzan.

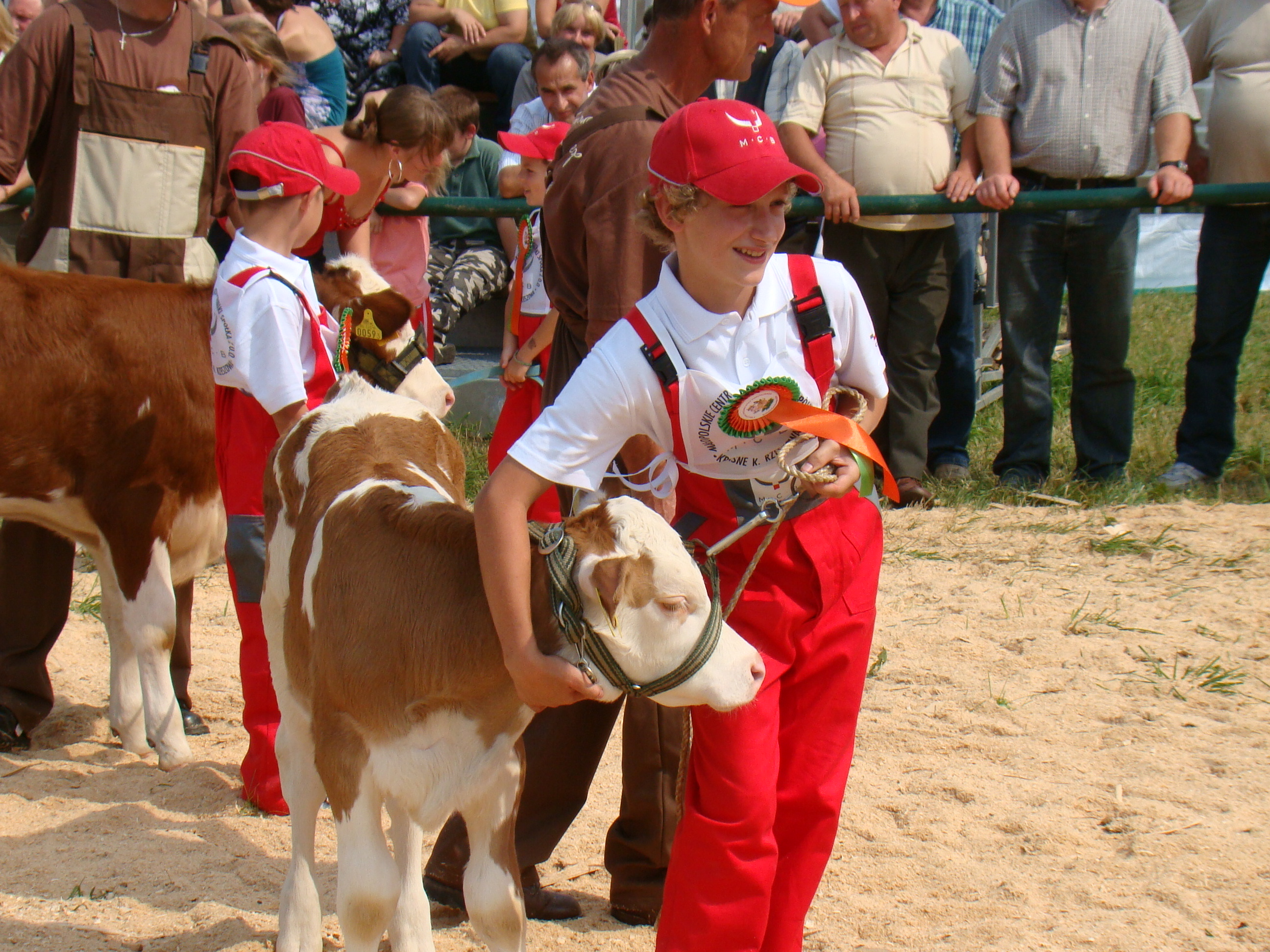
Rudawka Rymanowska, 2009
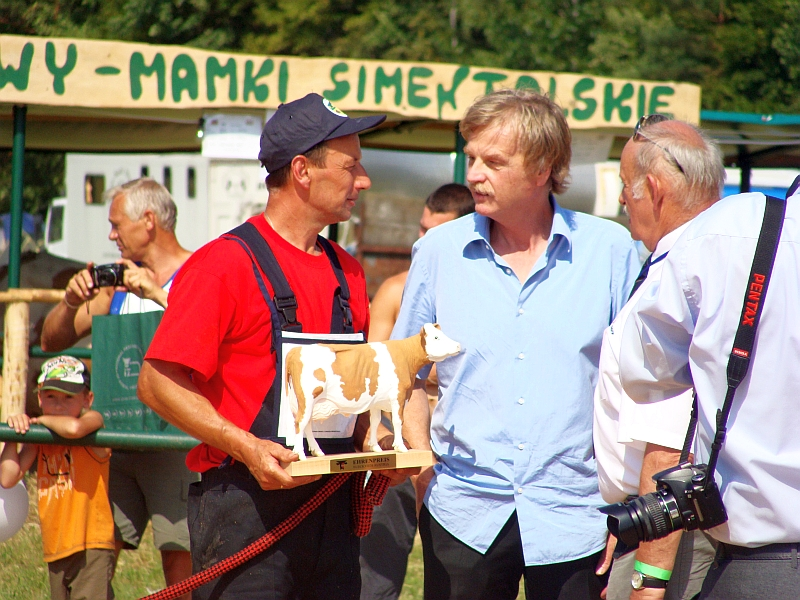
Johannes Tanzler, komisarz wystawy w roku 2011.
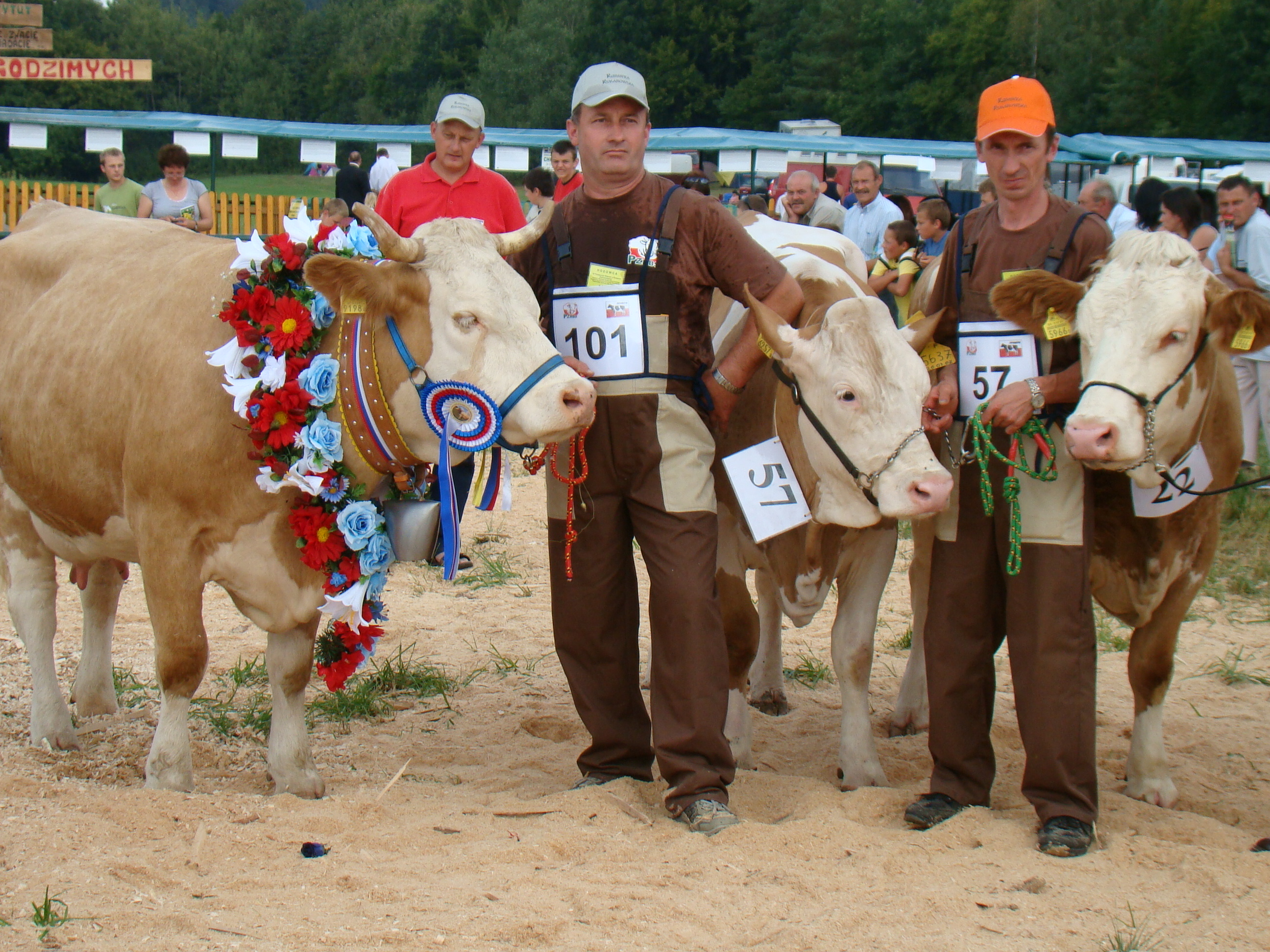
Krowa „champion” 2009.
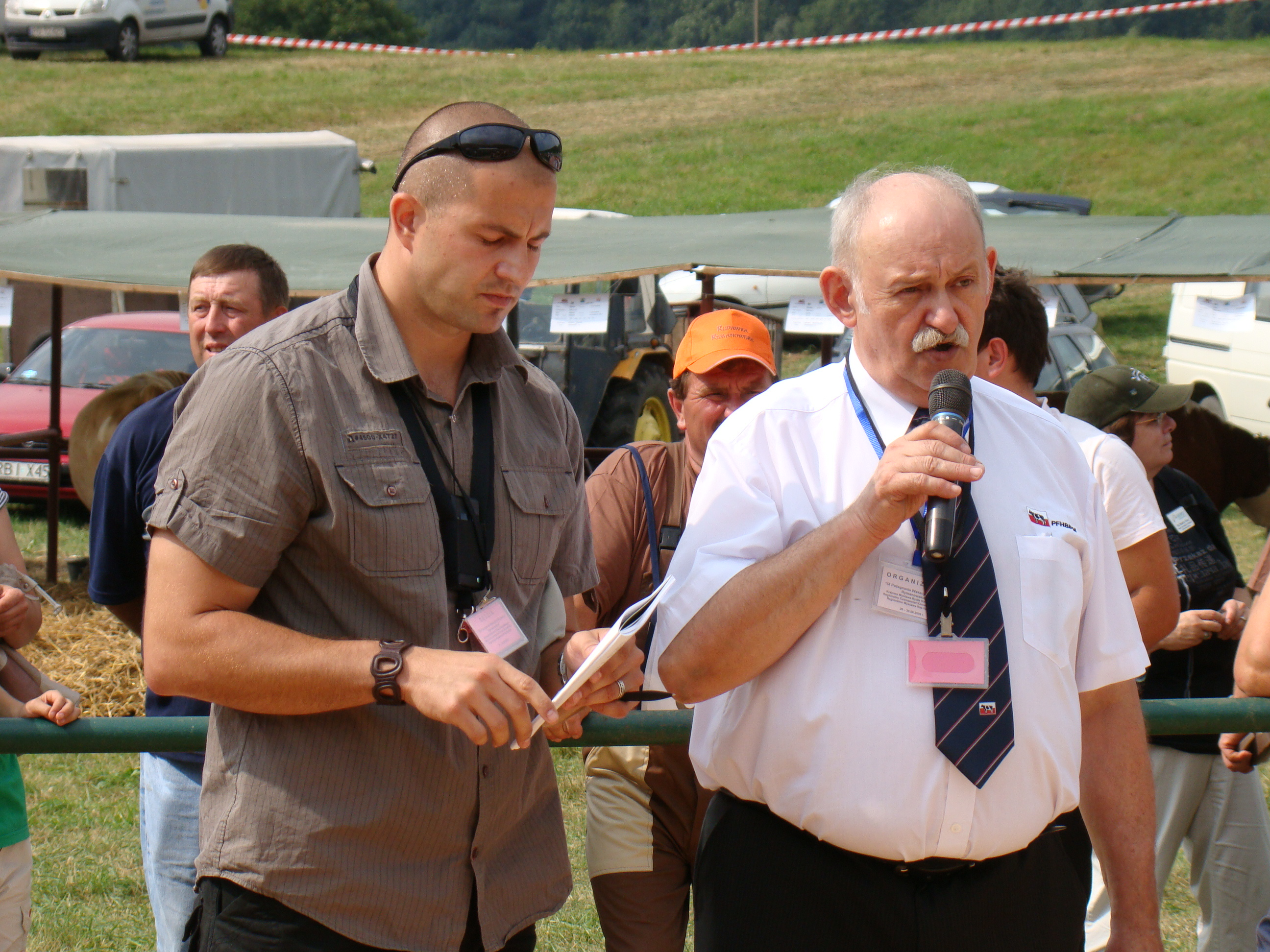
Edgar Beneš (z prawej) oraz komisarz wystawy Matúš Kohút w roku 2009.

## Regionalny Championat Konia Huculskiego

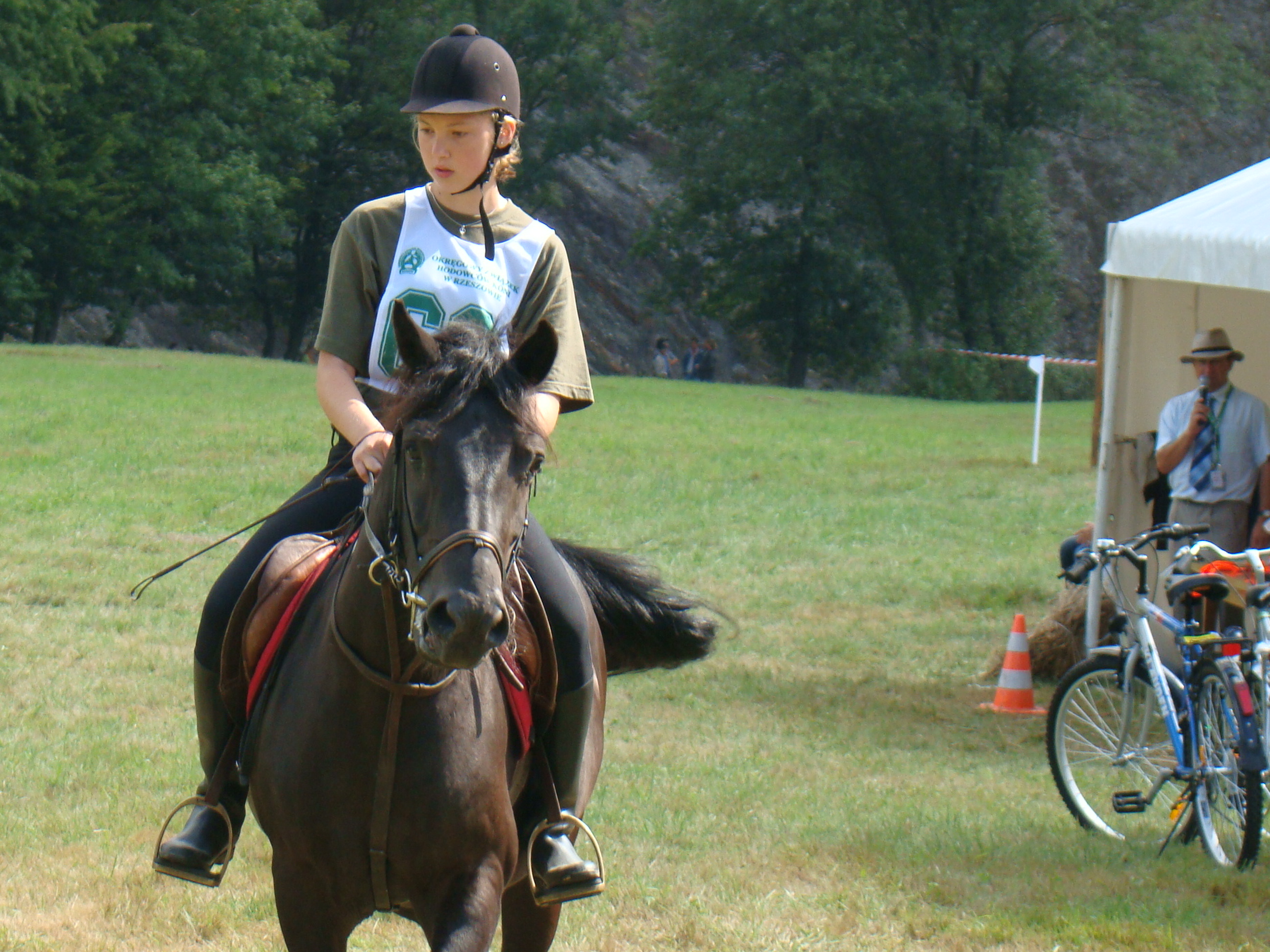
Rudawka Rymanowska. 2009
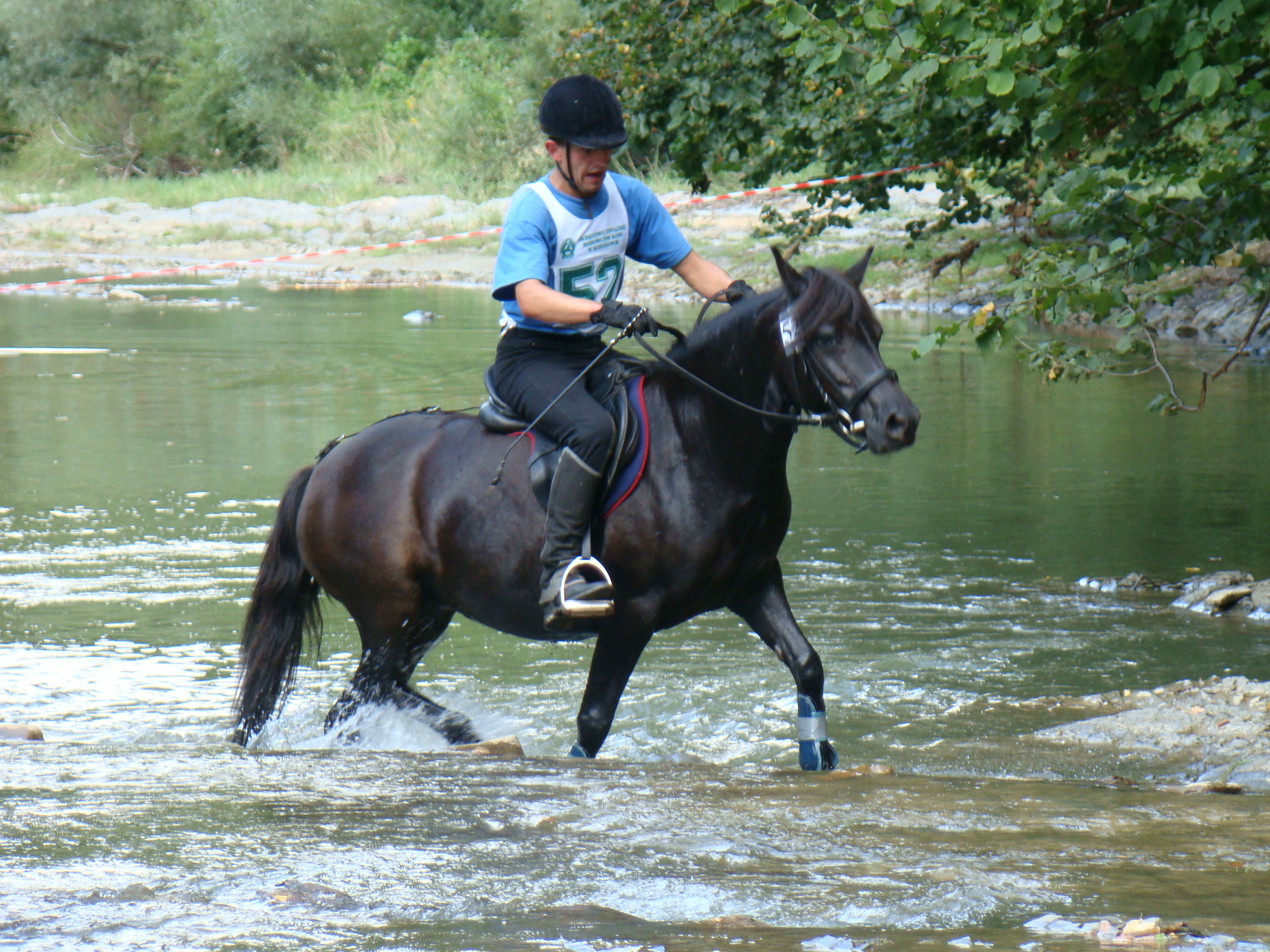
Rudawka Rymanowska. 2009
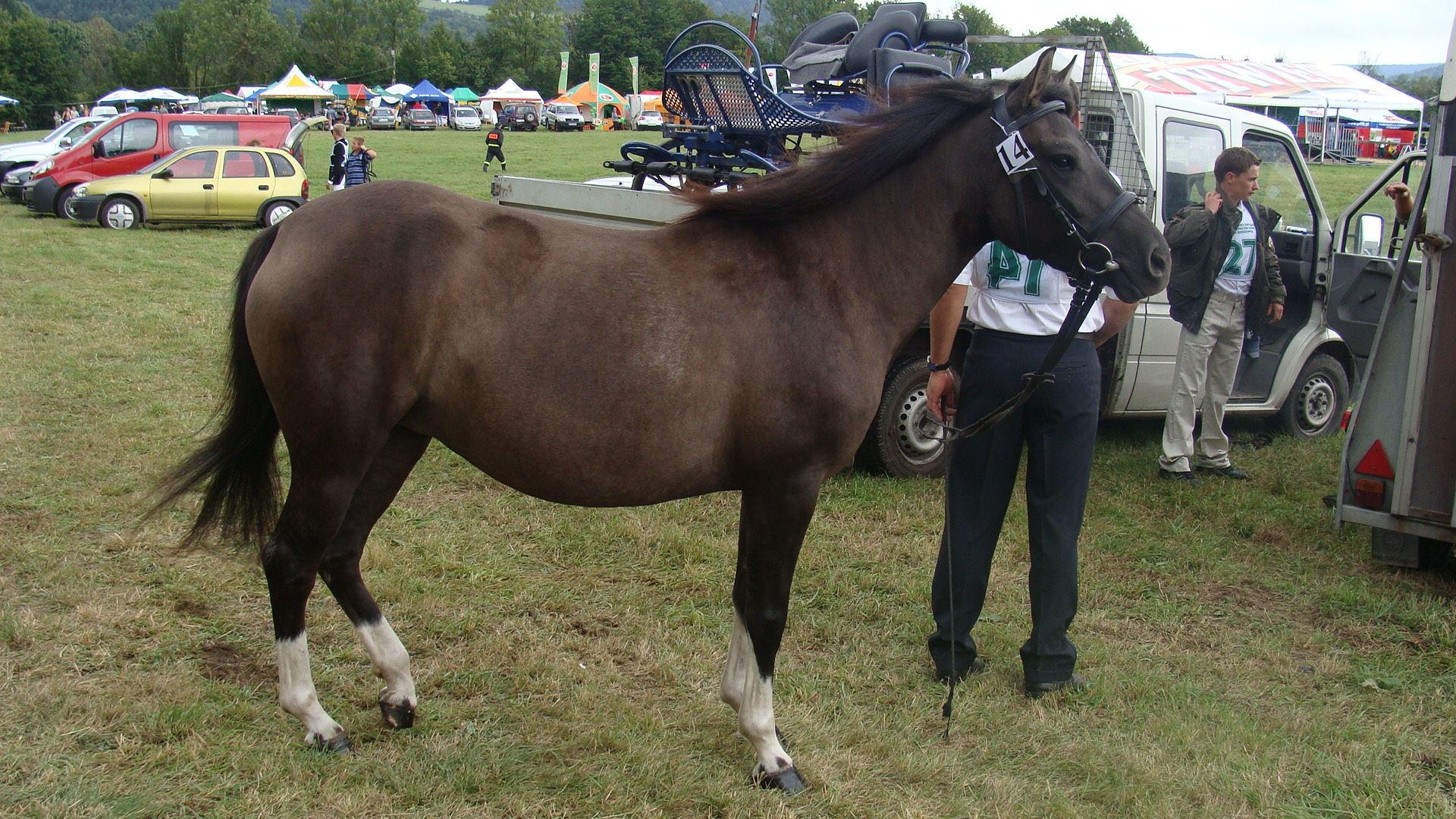
Rudawka. 2008
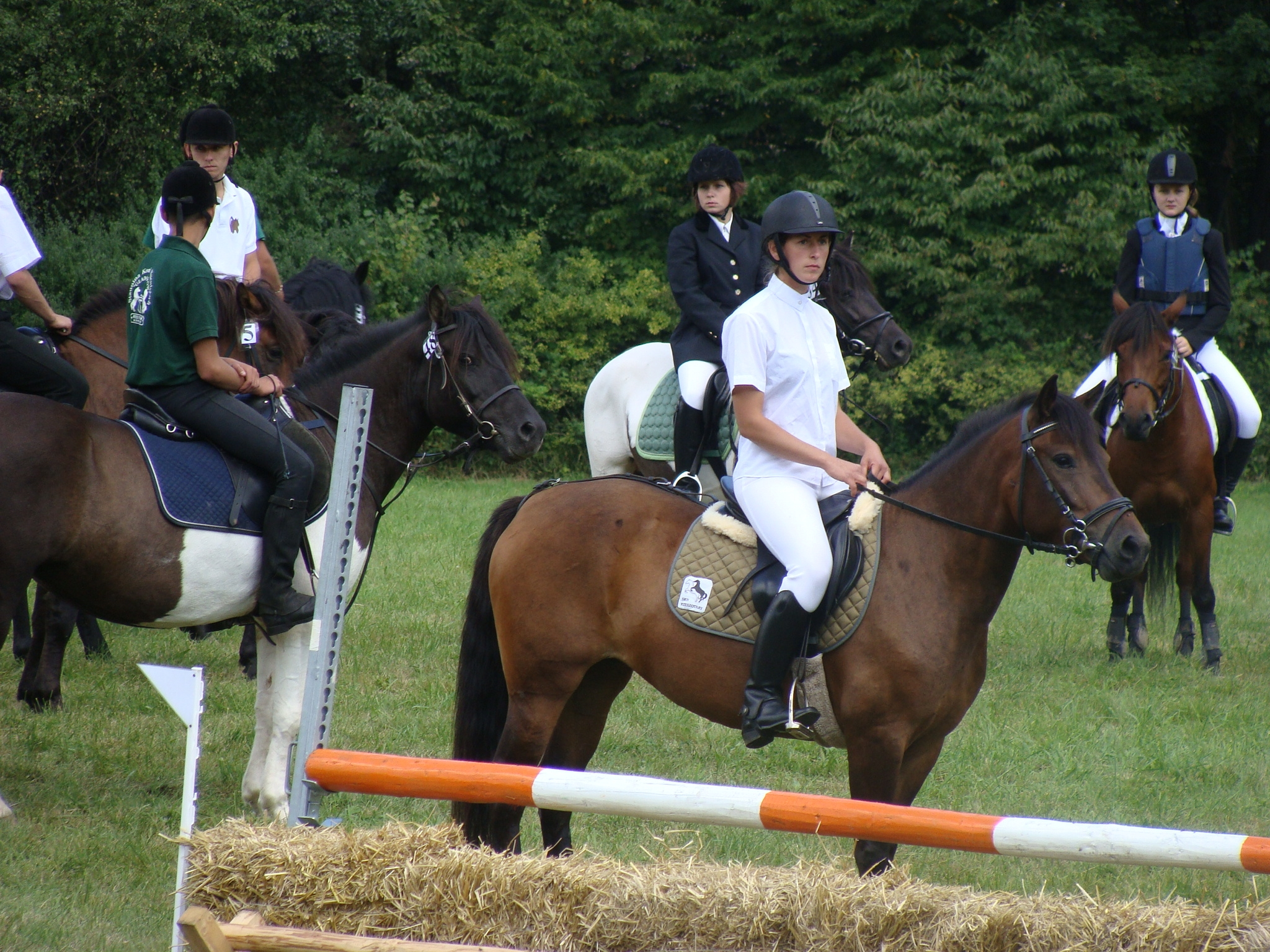
Rudawka. 2008

## Bass Camp
Między 30 czerwca a 2 lipca, od 2015 odbywa się w pobliżu Ściany Olzy festiwal muzyczny wielkich głośników Bass Camp.

## Turystyka

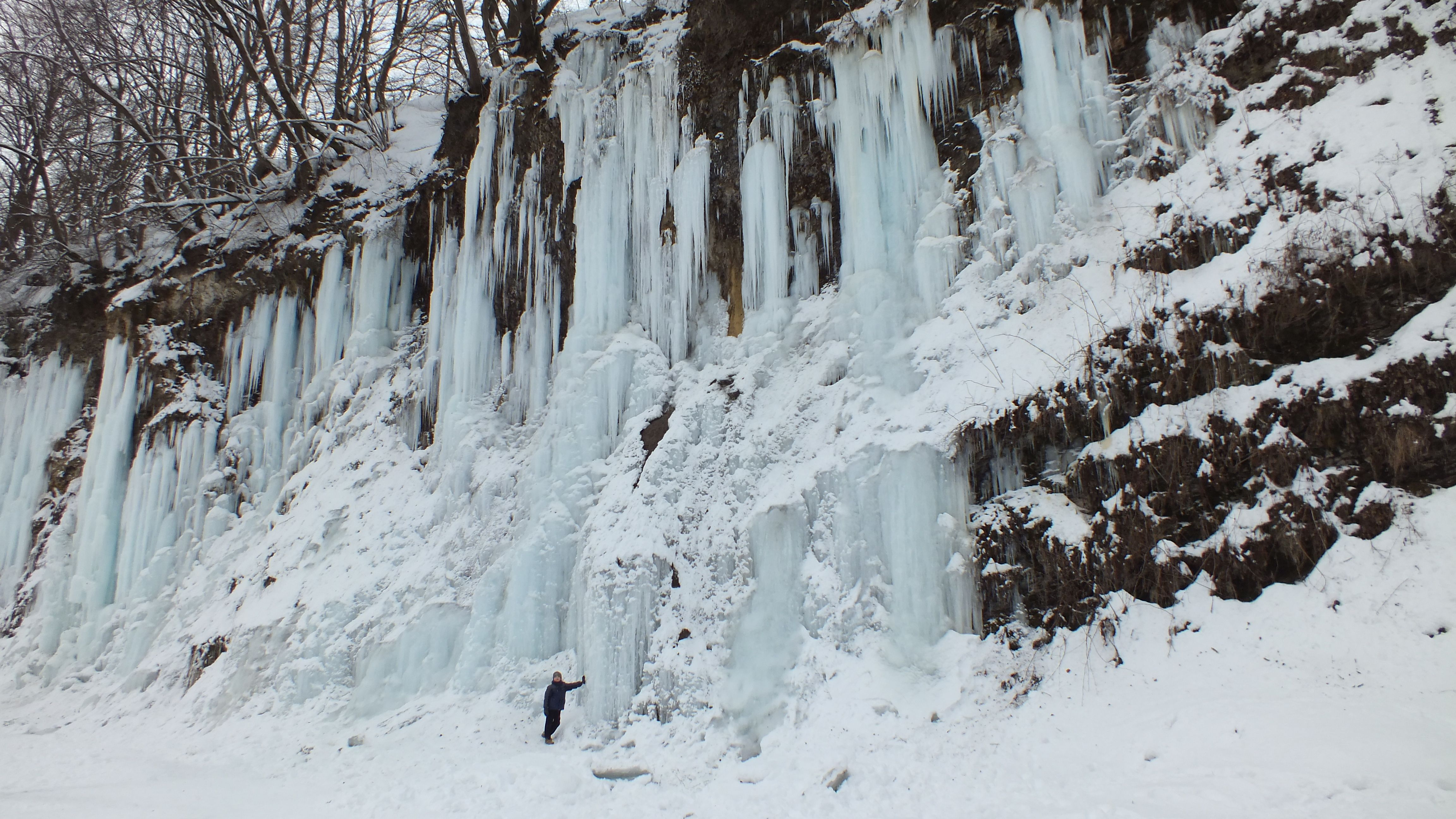
Atrakcja turystyczna – lodospady

- Rowerowy szlak etnograficzny – 31 km. Pętla: Rymanów, Bartoszów, Sieniawa, Mymoń, Pastwiska, Rudawka Rymanowska, Wisłoczek, Rymanów-Zdrój, Rymanów.
- W Rudawce Rymanowskiej mieści się także Ośrodek wypoczynkowy „Rudawka” Ze 130 miejscami noclegowymi. W ośrodku znajdują się m.in. domki dla gości, tężnie, basen solankowy oraz kompleks rekreacyjno-sportowy. Rudawka Rymanowska jest także atrakcyjnym miejscem „wypadowym” w Bieszczady. Około 3 km od Rudawki Rymanowskiej jest stacja narciarska „Kiczera” z wyciągiem krzesełkowym.

W kilku miejscach znajdującego się we wsi przełomu Wisłoka w sezonie zimowym tworzą się lodospady o wysokości sięgającej 30 m.